# Dionysius Bar Salibi
Dionysius Bar Salibi (*Malatya - Amida, 2 november 1171), of Jacob Bar-Salibi, was een bisschop en theoloog uit de Syrisch-orthodoxe Kerk van Antiochië van de 12e eeuw. 
Bij zijn geboorte kreeg hij de naam Ya'qub oftewel Jacob.
In 1154 werd hij bisschop van Maras (het huidige Kahramanmaraş). Bij zijn wijding tot episkopos (bisschop) kreeg hij de bisschoppelijke naam Dionosyos (gelatiniseerd tot Dionysius) aan. In 1166 werd hij metropoliet (aartsbisschop) van Amida (het huidige Diyarbakır).
Zijn belangrijkste schriftelijke bijdrage bestaat uit commentaren op de teksten van het gehele Oude Testament en Nieuwe Testament. In die commentaren bouwt hij voort op het werk van vroegere schrijvers als Efrem de Syriër en Johannes Chrysostomus.

## Zijn werken
Dionosysius Bar Salibi de Syrisch-Orthodoxe bisschop van Omid (Diyarbakir 1171 †) ook wel de ster van de 12e eeuw genoemd zegt in zijn boek 'tegen de Armeniërs': De Armeniërs zeggen: Van wie stammen jullie af - jullie die Suryoye (Syriërs) zijn door ras? Tegen hen zullen we zeggen: Jullie weten ook niet van wie jullie afstammen. Het zijn wij Suryoye (Syriërs) die jullie auteurs hebben geïnformeerd en aan hen hebben geopenbaard dat jullie afstammen van Togarma. Wat ons Suryoye (Syriërs) betreft, wij stammen af van Sem, en onze vader is Kemuel (de) zoon van Aram, en van deze naam van Aram worden we soms ook in de boeken genoemd met de naam Arameeërs.
— Alfonse, Mingana, The work of Dionosysius Bar Salibi against the Armenians, in Woodbroke Studies, Vol.4, Cambridge 1931, p. 54

Wij zijn echter de zonen van Aram en vanuit zijn naam werden wij in de oudheid Arameeërs genoemd

## Aramese gemeenschap
Op 24 mei 2012 heeft de World Council of Arameans (Syriacs), de vertegenwoordigers van Arameeërs een straat in Diyarbakir geopend ter ere van Bar Salibi.